# Copa Estímulo
A Copa Estímulo foi uma competição de futebol oficial entre clubes da Argentina.[carece de fontes?] Teve somente duas edições, a primeira em 1920 e uma última em 1926. O torneio foi organizado Asociación Argentina de Football (1920) e, por sua sucessora, a Asociación Amateurs Argentina de Football (1926), entidades antecessoras da atual Associação do Futebol Argentino (AFA).
Embora algumas fontes mencionem uma terceira edição da copa em 1929, a Associação do Futebol Argentino (AFA), entidade máxima do futebol argentino, oficializou apenas as duas edições da Copa Estímulo de 1920 e 1926, considerando a edição de 1929 como um título equivalente à Primera División do Campeonato Argentino.

## História

### Primeira edição (1920)
Durante o mês de setembro de 1920 foi disputada no Chile mais uma edição do Campeonato Sul-Americano de Futebol (atual Copa América) e a Asociación Argentina de Football (AAF) teve que interromper seu principal campeonato, a Primera División, para permitir que os jogadores dos clubes convocados atuassem pela Seleção Argentina. Durante a paralisação, com o objetivo de manter as equipes locais ativas, a AAF organizou um torneio chamado Copa Estímulo. O mesmo contou com a participação de 11 dos 13 times da sua Primera División (já que Lanús e Sportivo Almagro haviam se desfiliado) divididos em 2 zonas com dois turnos, com jogos de ida e volta dentro de cada zona. Por conta da pouca relevância e baixo interesse do público, o torneio não chegou a ser concluído. Mesmo sem uma disputa final, o título acabou ficando com o Huracán (líder de uma das zonas), já que o Banfield (líder da outra zona) desfiliou-se da AAF.[carece de fontes?]

### Segunda e última edição (1929)
Em 1926, a Asociación Amateurs Argentina de Football (AAAF) organizou uma nova edição da "Copa Estímulo", aproveitando o recesso imposto pelo Campeonato Sul-Americano realizado no Chile. O torneio foi disputado pelas 18 equipes que permaneceram na Primera División da AAAF após a desfiliação de 6 equipes. Os participantes foram divididos em 4 zonas (2 de 5 equipes e 2 de 4 equipes), em turno único de pontos corridos com jogos em campo neutro. O vencedor da zona de casa foi para as semifinais e, na final, o Boca Juniors faturou o título ante o Sportivo Balcarce.[carece de fontes?]

## Edições

### Finais
| Ano  | Campeão      | Placar(es) | Vice-campeão      |
| ---- | ------------ | ---------- | ----------------- |
| 1920 | Huracán      | –          | (nenhum)          |
| 1926 | Boca Juniors | 3 – 0      | Sportivo Balcarce |

### Títulos por clube
| Time         | Títulos | Ano(s) do(s) título(s) |
| ------------ | ------- | ---------------------- |
| Boca Juniors | 1       | 1926                   |
| Huracán      | 1       | 1920                   |